# Grubetiće
Grubetiće (cyr. Грубетиће) – wieś w Serbii, w okręgu raskim, w mieście Novi Pazar. W 2011 roku liczyła 148 mieszkańców.